# Paulo de Tarso Sanseverino
Paulo de Tarso Vieira Sanseverino (Porto Alegre, 16 de junho de 1959 – Porto Alegre, 8 de abril de 2023) foi um jurista, magistrado e professor brasileiro. Oriundo da carreira da magistratura do Rio Grande do Sul, foi ministro do Superior Tribunal de Justiça de 2010 a 2023.

## Biografia
Filho de José Sperb Sanseverino e Maria Thereza de Jesus Vieira Sanseverino, formou-se em direito também pela Pontifícia Universidade Católica do Rio Grande do Sul em 1983, e posteriormente concluiu o mestrado, em 2000, e o doutorado, em 2007, pela Universidade Federal do Rio Grande do Sul.
Iniciou sua carreira profissional como agente administrativo do Tribunal Regional Eleitoral do Estado do Rio Grande do Sul, de 1980 a 1983, e posteriormente foi assistente superior judiciário do Tribunal de Justiça do Estado do Rio Grande do Sul, de 1983 a 1984, quando se tornou promotor de justiça do Ministério Público do Estado do Rio Grande do Sul, aprovado em primeiro lugar no concurso público.
Em 1986, ingressou na carreira da magistratura gaúcha como juiz de direito, e em 1999 foi promovido a desembargador do Tribunal de Justiça do Estado do Rio Grande do Sul.
Em 2010, foi indicado para o cargo de ministro do Superior Tribunal de Justiça, em vaga destinada a membro de tribunal estadual.
Lecionou direito civil na PUC-RS (1995-2000) e na Escola Superior da Magistratura - Ajuris/RS (1994-2010), tendo sido diretor desta no biênio 2006/2007.
Faleceu no dia 8 de abril de 2023, em decorrência de um câncer, enquanto estava internado no hospital Moinhos de Vento em Porto Alegre.